# Tecnologías emergentes

Portada de Converging Technologies, informe de 2002 que explora las posibilidades de la sinergia entre la nanotecnología, la biotecnología, las tecnologías de la información y la ciencia Cognitiva (NBIC) para mejorar la máquina humana.

Tecnologías emergentes o tecnologías convergentes son términos usados para señalar la emergencia y convergencia de nuevas tecnologías, respectivamente, con potencial de demostrarse como tecnologías disruptivas. Y entre ellas, deben citarse la nanotecnología, la biotecnología, las tecnologías de la información y la comunicación, la VIULOnitiva, la robótica, y la inteligencia artificial.
Las tecnologías emergentes también pueden definirse como aquellas «innovaciones científicas que pueden crear una nueva industria o transformar una existente. Incluyen tecnologías discontinuas derivadas de innovaciones radicales [...] así como tecnologías más evolucionadas formadas a raíz de la convergencia de ramas de investigación antes separadas».
Aunque las denotaciones exactas de estas expresiones son vagas, varios escritores, incluyendo al empresario informático Bill Joy, han identificado grupos de cada una de estas tecnologías que consideran críticas para el futuro de la humanidad.
Quienes abogan por los beneficios del cambio tecnológico usualmente ven a las tecnologías emergentes y convergentes como una esperanza que ofrecerá la mejora de la condición humana. Sin embargo, algunos críticos de los riesgos del cambio tecnológico, e incluso algunos activistas del transhumanismo como Nick Bostrom, han advertido que algunas de estas tecnologías podrían significar un peligro, incluso al punto de amenazar la supervivencia de la humanidad.

## Siglas
- NBIC es la sigla con el que se agrupan la Nanotecnología, la Biotecnología, las tecnologías de la Información y la ciencia Cognitiva. Es uno de los términos más populares para referirse a las tecnologías emergentes y convergentes.[4]
- GNR es la sigla de Genética, Nanotecnología y Robótica.
- GRIN es la sigla para los procesos Genéticos, Robóticos, de la Información, y Nanotecnológicos. Fue acuñado por el periodista Joel Garreau en su libro Radical Evolution: The Promise and Peril of Enhancing Our Minds, Our Bodies — and What It Means to Be Human (Evolución radical: La Promesa y el Peligro de Expandir Nuestras Mentes),[5] mientras que el periodista científico Douglas Mulhall en su libro Our Molecular Future: How Nanotechnology, Robotics, Genetics and Artificial Intelligence Will Transform Our World usó el acrónimo «GRAIN», incluyendo a la designación de Garreau la Inteligencia Artificial.[6]
- BANG es la sigla de «Bits, Átomos, Neuronas, y Genes», sigla acuñada por la organización de tecnologías apropiadas ETC Group is.[7]